# Gelsenkirchen-Horst
Horst ist ein Stadtteil der kreisfreien Stadt Gelsenkirchen in Nordrhein-Westfalen. Er ist vor allem durch Schloss Horst bekannt sowie durch den Nordsternpark, der nach der im Stadtteil gelegenen Zeche Nordstern benannt ist.

## Geographie
Horst liegt im Westen Gelsenkirchens und wird im Norden von dem Gelsenkirchener Stadtteil Beckhausen und nach Osten und Süden von den Stadtteilen Schalke-Nord und Heßler begrenzt. Nach Westen grenzt Horst an die Stadt Essen. Zusammen mit dem Stadtteil Beckhausen bildet Horst den Stadtbezirk Gelsenkirchen-West.

## Geschichte
Die Gegend nördlich der Emscher war bis in das Mittelalter sumpfig. Um 1200 siedelte sich ein vermutlich sächsischer Edelmann auf einer Hofstelle an, erbaute den Vorläufer des heutigen Schlosses Horst und nannte sich fortan „aus Horst im Broiche“. Urkundlich erwähnt wurde das Geschlecht erstmals 1349, die Siedlung selbst wird 1411 als Freiheit erwähnt. Das Wappen der Herren von Horst, drei Pferdebremsen, sowie Funde im Schlossareal weisen darauf hin, dass der Handel mit Pferden, die im Emscherbruch lebten, die Haupteinnahmequelle waren. Rütger von der Horst kam als Verwalter des Vests Recklinghausen, zu der Horst gehörte, in kölnischen Diensten zu größerem Einfluss und ließ gemeinsam mit seiner Frau Anna von Palandt die damalige Burg Horst zur heutigen Renaissanceanlage ausbauen. 1706 ging das Schloss durch Verkauf an die Familie Fürstenberg. Mit dem Rest des Vests Recklinghausen kam Horst 1811 zum Großherzogtum Berg, 1815 fiel es an Preußen.
Die kleine Landgemeinde erlebte mit der Industriellen Revolution einen Aufschwung, 1857 wurde der erste Schacht eines Steinkohlebergwerks abgeteuft. 1891 gelang es den Horstern, aus dem Amt Buer entlassen zu werden und ein eigenes Amt im Kreis Recklinghausen zu bilden. Am 1. April 1928 wurde Horst mit Buer und Gelsenkirchen zur Stadt Gelsenkirchen-Buer zusammengeschlossen, die seit dem 21. Mai 1930 den Namen Gelsenkirchen trägt.
Als industrieller Standort litt Horst im Zweiten Weltkrieg erheblich unter Bombardierungen, große Teile des Stadtteiles wurden zerstört. Am 9. Februar 1946 brach der Deich der Emscher, die aufgrund von Bergsenkungen des Stadtteils inzwischen höher als das Straßenniveau lag, was zu einer Überschwemmung führte, bei der das Wasser teilweise sechs Meter hoch stand.
Mit dem Niedergang der Schwerindustrie geriet auch der Stadtteil in eine Krise. Die Zeche Nordstern wurde 1993 stillgelegt. Nach der Vergabe der Bundesgartenschau 1997 an Gelsenkirchen, für die das Zechengelände in den Nordsternpark umgewandelt wurde, und dem Entschluss der Stadt, das Schloss Horst zu kaufen und zu sanieren, wurde die Krise überwunden.

## Bevölkerung
Zum 31. Dezember 2023 lebten 20.904 Einwohner in Horst.
- Anteil der weiblichen Bevölkerung: 50,5 % (Gelsenkirchener Durchschnitt: 50,5 %)[3]
- Anteil der männlichen Bevölkerung: 49,5 % (Gelsenkirchener Durchschnitt: 49,5 %)[4]
- Ausländeranteil: 26,1 % (Gelsenkirchener Durchschnitt: 26,0 %)[5]

## Bilder

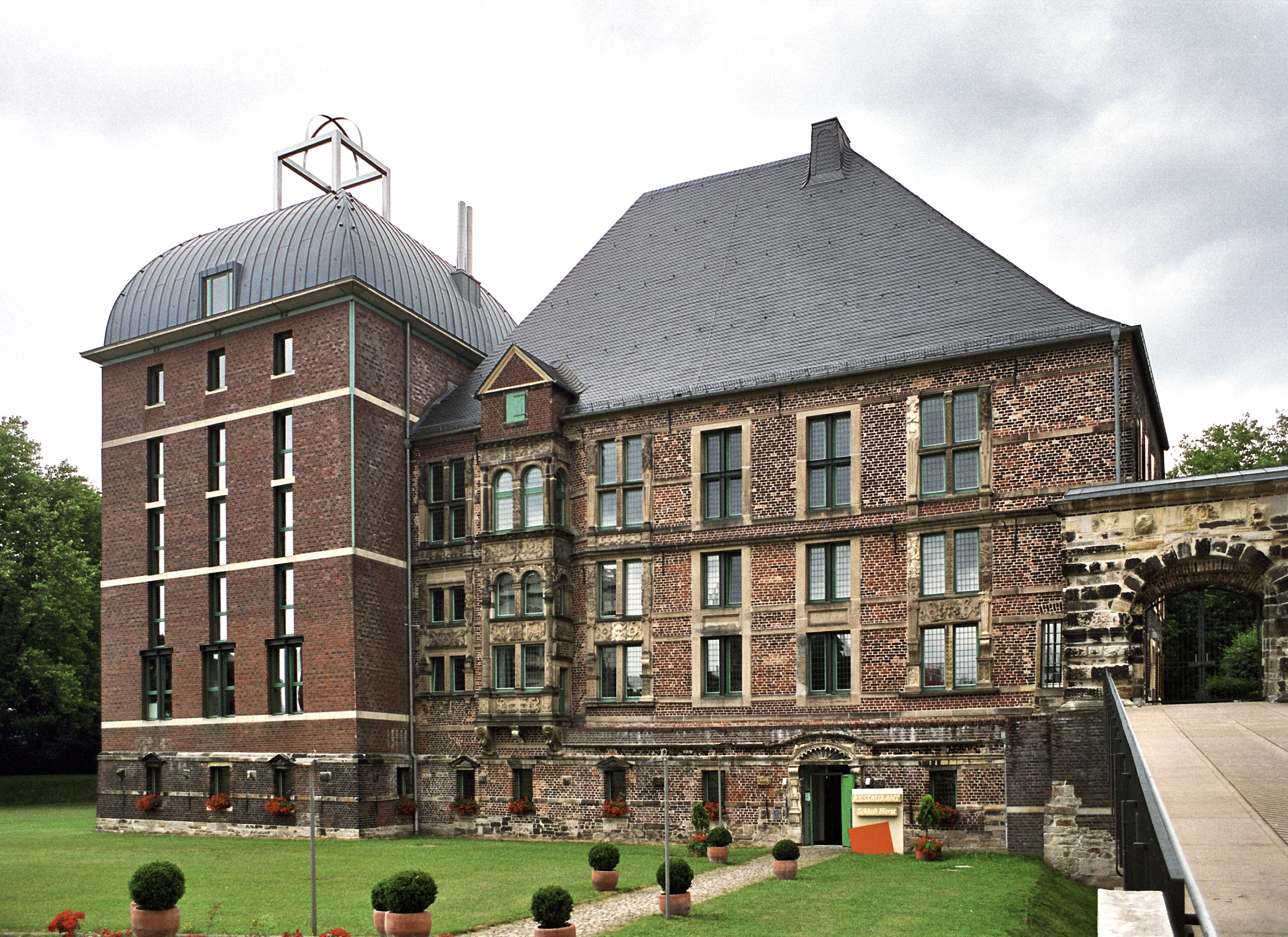
Eingangsflügel von Schloss Horst mit Eckturm (2005)
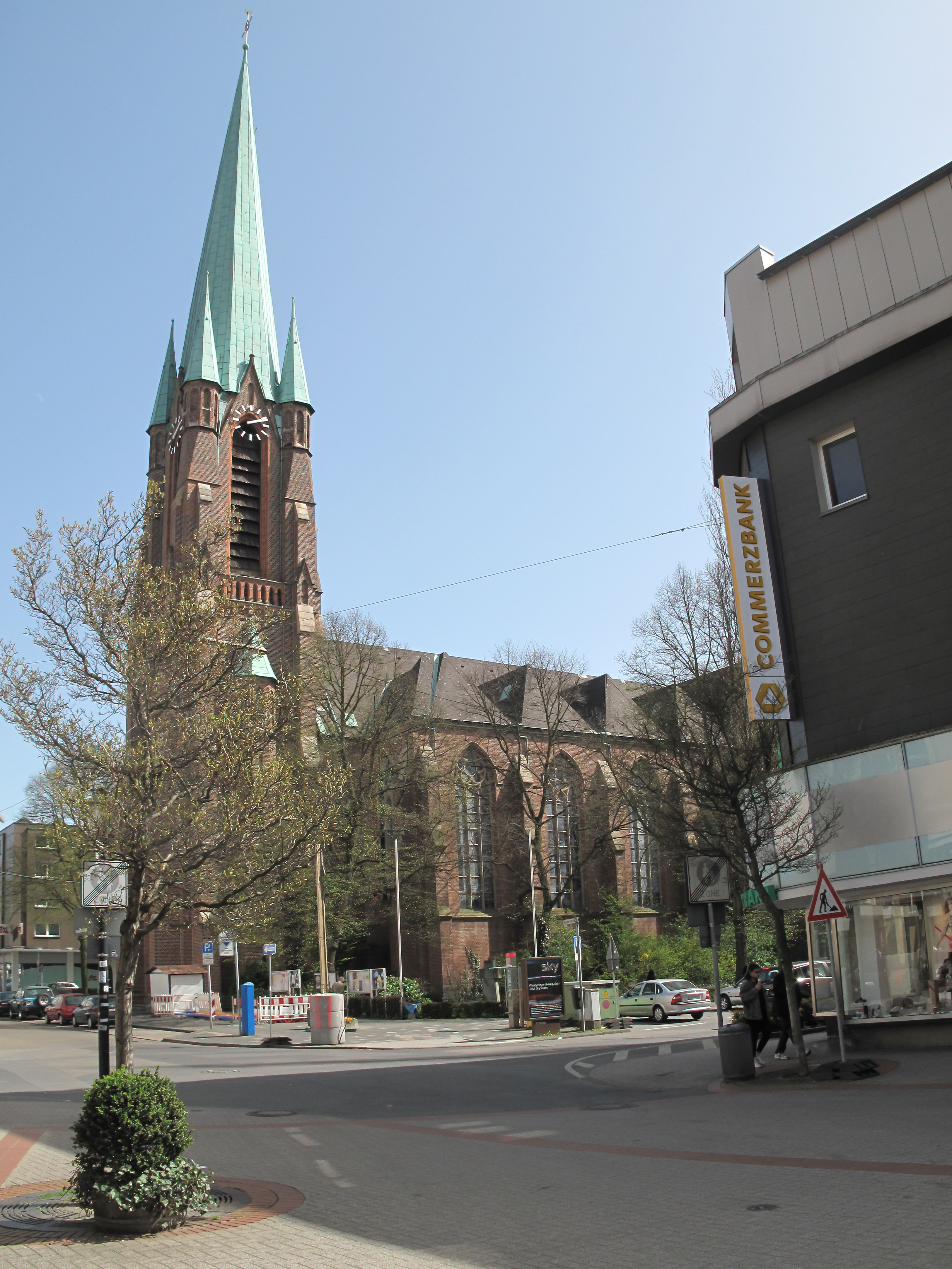
kath. Kirche St. Hippolytus
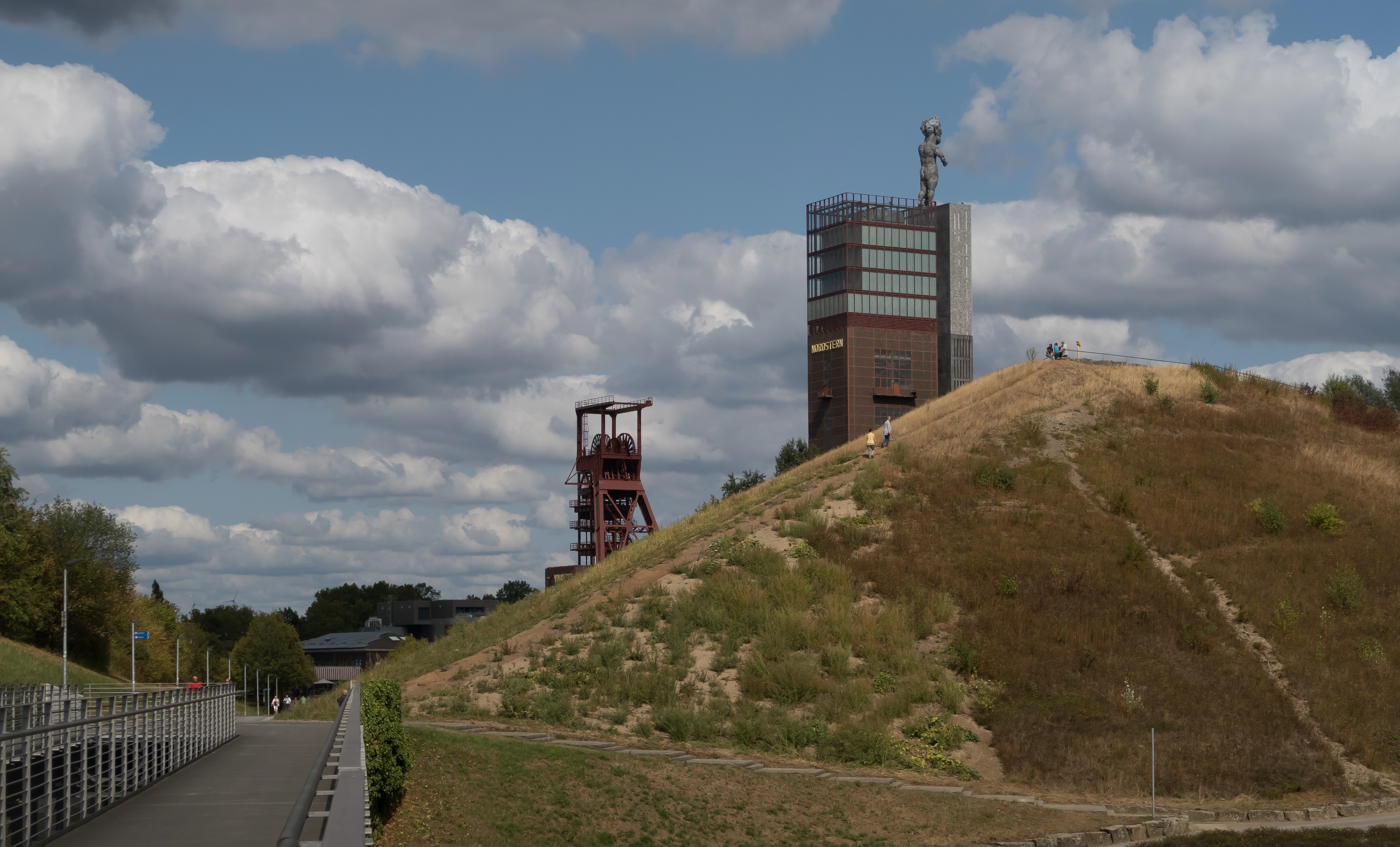
Nordsternpark, Förderturm von Schacht 2
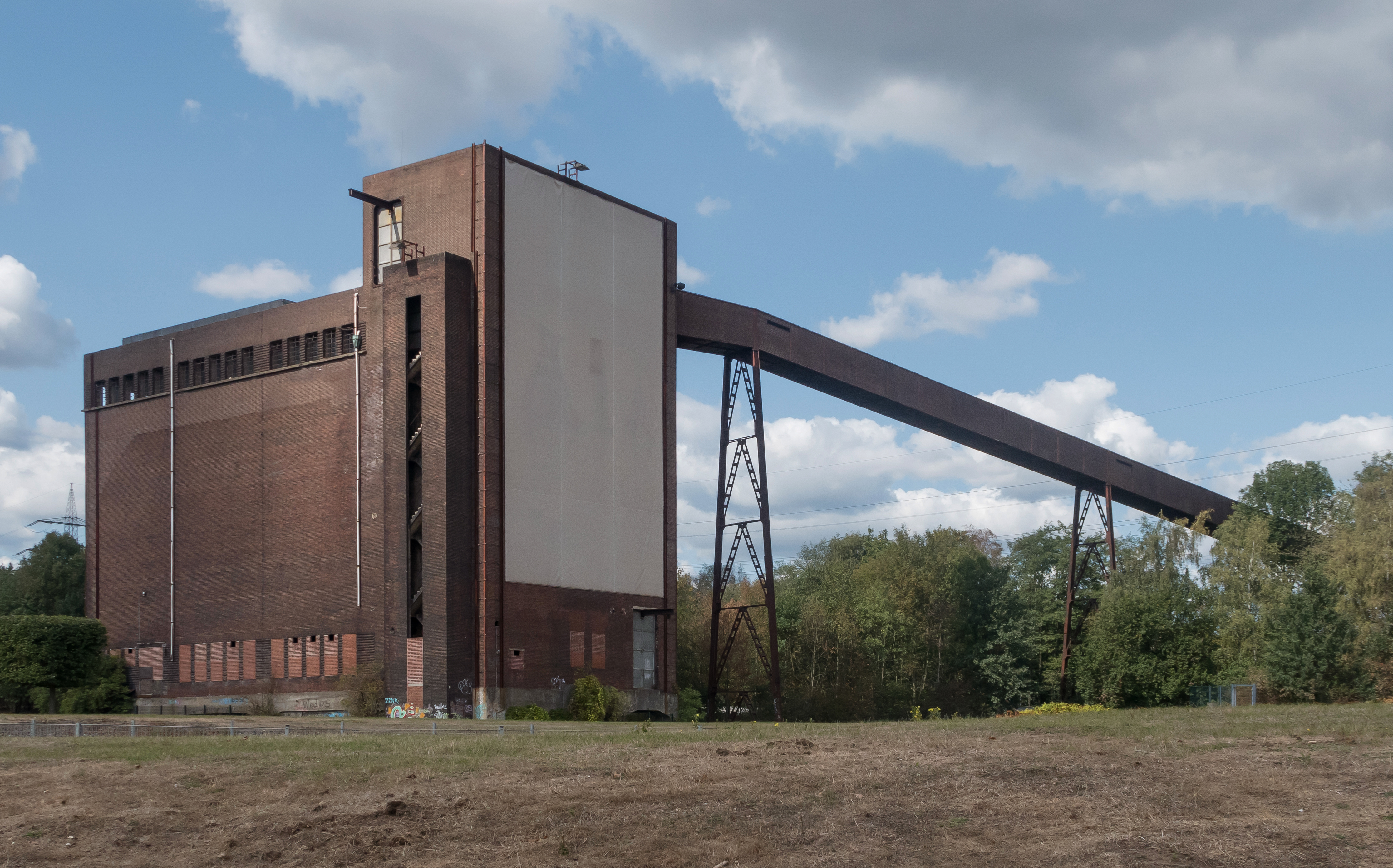
Nordsternpark, Lagerplatz für Kohle
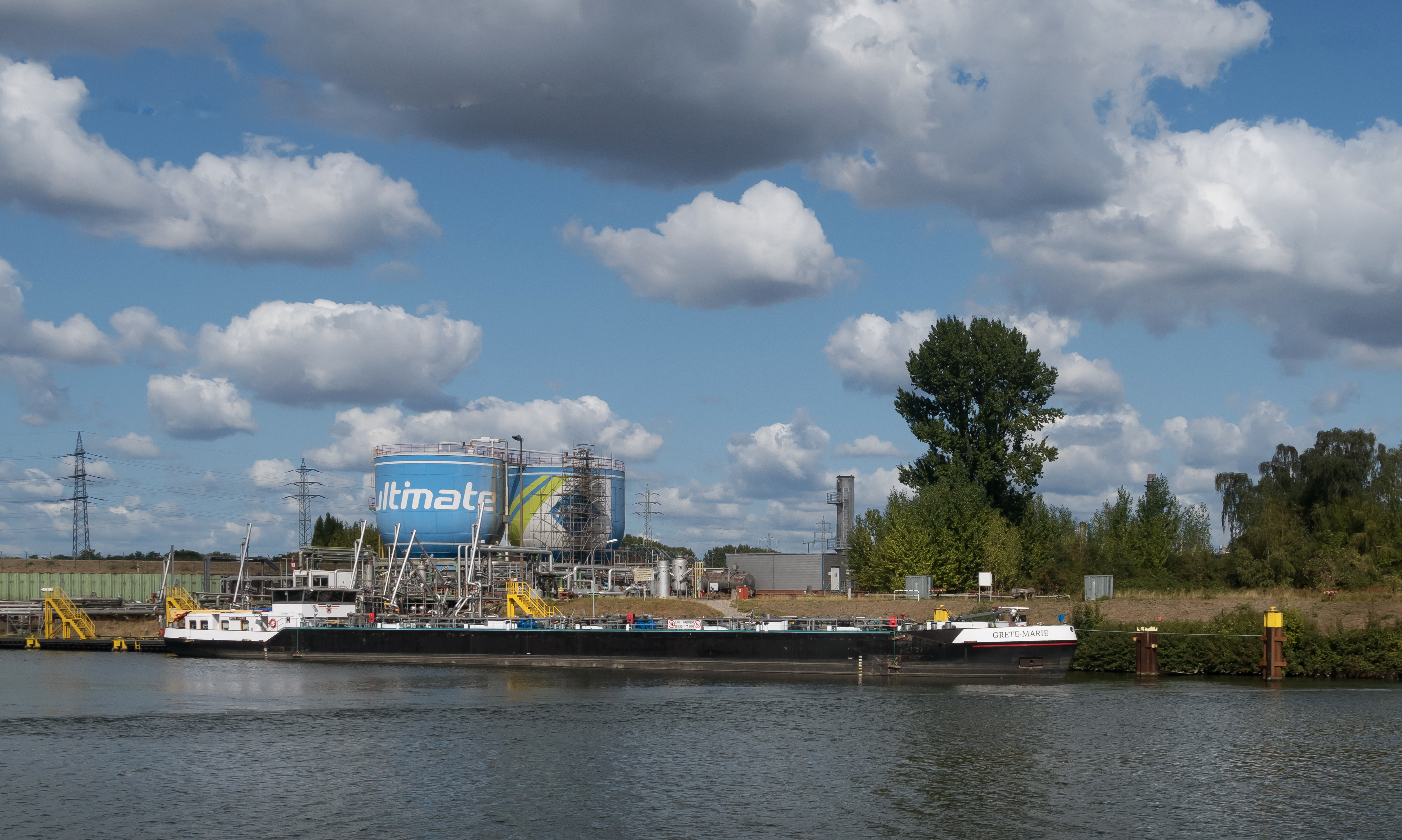
Lagerbehälter von Aral-Ultimate am Rhein-Herne-Kanal

## Sport
Bekanntester Sportverein des Stadtteils Horst ist die STV Horst-Emscher, die ihre Fußballspiele im Fürstenbergstadion ausgetragen hat. Seit der Insolvenz des Vereins beherbergt das Fürstenbergstadion nun den BV Horst Süd 1962. Neben der STV Horst-Emscher ist der Verein SV Horst-Emscher 08, dessen erste Mannschaft in der Westfalenliga spielt, bekannt für seine Jugendarbeit und das aktive Sportprogramm.

## Persönlichkeiten
- Georg Ernst Hinzpeter (1827–1907), Pädagoge und kaiserlicher Erzieher
- Paulus van Husen (1891–1971), Jurist, Widerstandskämpfer gegen den Nationalsozialismus und Mitglied des Kreisauer Kreises
- Willi Wewer (1912–1997), Maler und Grafiker sowie Kunsterzieher
- Wolfgang Göbel (1940–2016), katholischer Theologe
- Doris Casse-Schlüter (1942–2022), Grafikdesignerin und Hochschullehrerin
- Brigitte Hayn (* 1953), Politikerin, MdL Rheinland-Pfalz